# Lou Tellegen
Lou Tellegen (26 de noviembre de 1881 – 29 de octubre de 1934) fue un actor y director teatral y cinematográfico de origen neerlandés, activo en la época del cine mudo.

## Biografía
Su verdadero nombre era Isidore Louis Bernard Edmon van Dommelen, y nació en Sint-Oedenrode, Holanda. Era hijo ilegítimo del teniente del ejército Isidore Louis Bernard Edmon Tellegen (1836–1902) y Anna Maria van Dommelen. 
Dejó Sint-Oedenrode para debutar como actor teatral en Ámsterdam en 1903, ganándose en los siguientes años una gran reputación, hasta el punto de que fue invitado a actuar en París, acompañando con varios papeles a Sarah Bernhardt, con la que tuvo una relación sentimental. 
En 1910 debutó en el cine junto a Bernhardt con el film La dame aux camélias, una cinta muda rodada en Francia y basada en la obra de Alexandre Dumas (hijo).

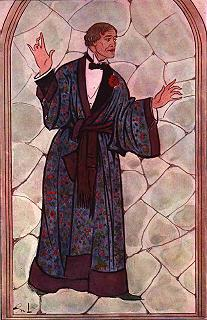
Caricatura de Tellegen en Vanity Fair, 1913

En 1910 él y Bernhardt viajaron a los Estados Unidos, donde el The New York Times publicó, retractándose después, el anuncio de su inminente boda (ella era 37 años mayor que él). De vuelta a Francia, en 1912 rodaron su segunda película juntos, Les Amours de la reine Élisabeth, y al año siguiente Adrienne Lecouvreur, esta última considerada en la actualidad un film perdido.
En el verano de 1913 Tellegen fue a Londres, donde produjo y protagonizó la obra de Oscar Wilde El retrato de Dorian Gray. Invitado a volver a Estados Unidos, Tellegen actuó en el teatro, y rodó su primera cinta Americana en 1915, The Explorer, a la que siguió The Unknown, en ambos casos actuando junto a Dorothy Davenport. Considerado uno de los actores más atractivos de la pantalla, rodó tres producciones seguidas junto a Geraldine Farrar. En 1916 se casó con, una famosa diva operística convertida en actriz de cine, y que había sido conocida como amante del Príncipe Guillermo de Prusia .
El matrimonio de Tellegen con Farrar no duró mucho, pues ambos se divorciaron en 1920. Tellegen se casó un total de cuatro veces: la primera en 1903 con una escultora (esta unión produjo una hija); la segunda con Farrar en 1916; el tercer matrimonio fue con la actriz Nina Romano, cuyo nombre real era Isabel Craven Dilworth); su cuarta esposa fue otra actriz, Eve Casanova, cuyo nombre real era Julia Horne. Finalmente, en 1918 Tellegen se nacionalizó estadounidense.
Tellegen actuó en numerosas películas antes de que su rostro resultara quemado durante un incendio en el Día de Navidad de 1929, cuando quedó dormido mientras fumaba. En aquellos días se encontraba planeando salir de la ciudad para preparar una obra teatral. Como consecuencia de sus lesiones, hubo de someterse a una importante operación de cirugía estética en 1931.
Uno de sus papeles más memorables fue el de malvado en el western de John Ford Tres hombres malos (1926). Por otra parte, en 1931 escribió su autobiografía, Women Have Been Kind.
Con su fama disminuyendo, y con problemas para encontrar trabajo, Tellegen contrajo deudas y se decaró en quiebra. Además, le diagnosticaron cáncer, aunque no hizo pública su situación y cayó abatido. El 29 de octubre de 1934, encontrándose como invitado en la Cudahy Mansion en Hollywood, Tellegen se encerró en el cuarto de baño y se suicidó hiriéndose varias veces con unas tijeras de coser. Sus restos fueron incinerados y las cenizas esparcidas.

## Filmografía completa

### Actor
- La Dame aux camélias, de Louis Mercanton (1911)
- Les Amours de la reine Élisabeth, de Henri Desfontaines y Louis Mercanton (1912)
- Adrienne Lecouvreur, de Henri Desfontaines y Louis Mercanton (1913)
- The Explorer, de George Melford (1915)
- The Unknown, de George Melford (1915)
- The Victory of Conscience, de Frank Reicher (1916)
- The Victoria Cross, de Edward LeSaint  (1916)
- The Black Wolf, de Frank Reicher (1917)
- The Long Trail, de Howell Hansel  (1917)
- The World and Its Woman, de Frank Lloyd (1919)
- Flame of the Desert, de Reginald Barker (1919)
- The Woman and the Puppet, de Reginald Barker (1920)
- Let Not Man Put Asunder, de J. Stuart Blackton (1924)
- Between Friends, de J. Stuart Blackton (1924)
- Single Wives, de George Archainbaud (1924)
- The Breath of Scandal, de Louis J. Gasnier (1924)
- Those Who Judge, de Burton L. King (1924)
- Greater Than Marriage, de Victor Halperin (1924)
- The Redeeming Sin, de J. Stuart Blackton (1925)
- Fair Play, de Frank Hall Crane (1925)
- The Verdict, de Fred Windemere (1925)
- Parisian Nights, de Alfred Santell (1925)
- After Business Hours, de Malcolm St. Clair (1925)
- The Sporting Chance, de Oscar Apfel (1925)
- Parisian Love, de Louis J. Gasnier (1925)
- With This Ring, de Fred Windemere (1925)
- East Lynne, de Emmett J. Flynn (1925)
- Borrowed Finery, de Oscar Apfel (1925)
- The Outsider, de Rowland V. Lee (1926)
- Siberia, de Victor Schertzinger (1926)
- The Silver Treasure, de Rowland V. Lee (1926)
- Tres hombres malos, de John Ford (1926)
- Womanpower, de Harry Beaumont (1926)
- Stage Madness, de Victor Schertzinger (1927)
- The Princess from Hoboken, de Allen Dale (1927)
- The Little Firebrand, de Charles Hutchison (1927)
- Married Alive, de Emmett J. Flynn (1927)
- To oneiron tou glyptou, de Lou Tellegen (1930)
- Enemies of the Law, de Lawrence C. Windom (1931)
- Caravane, de Erik Charell (1934)
- Together We Live, de Willard Mack (1935)

### Director
- What Money Can't Buy (1917)
- The Things We Love  (1918)
- No Other Woman  (1928)
- To oneiron tou glyptou  (1930)

### Guionista
- To oneiron tou glyptou, de Lou Tellegen (1930)